# 神奈川県立吉田島農林高等学校
神奈川県立吉田島農林高等学校（かながわけんりつ よしだじまのうりんこうとうがっこう）は、かつて神奈川県足柄上郡開成町吉田島にあった県立高等学校。
二担任制（一つの授業に教員が二名で担当）を実施していた。2007年（平成19年）、高校野球史上初の女性監督として伊澤里江監督が野球部を率い全国高等学校野球選手権大会神奈川県予選に出場し、話題となった。なお、初戦敗退常連であった野球部だが前年度は、球威あるストレートと球速差30km/hの落差あるカーブを武器とする3年生エース遠藤投手と、狙い球を絞らせない巧みなリードで相手を翻弄し一塁走者の盗塁を許さない1年生捕手大杉捕手を中心に、広角に打ち分けて一振りで試合を決められる強打の2年生4番打者林選手が脇を固め、9年振り初戦突破の勢いそのままにベスト32進出を果たしていた。
主な卒業生に俳優の伊達正三郎、蚕糸学者の諸星静次郎がいる。

## 沿革
- 1907年（明治40年） - 足柄上郡農業補習学校として創立
- 1909年（明治42年） - 足柄上郡立農林学校として認可
- 1923年（大正12年） - 県立移管、神奈川県立農林学校と改称
- 1930年（昭和5年） - 神奈川県立吉田島農林学校と改称
- 1948年（昭和23年） - 神奈川県立吉田島農林高等学校と改称
- 1950年（昭和25年） - 清水分校を設置
- 1966年（昭和41年） - 清水分校を廃止
- 2007年（平成19年） - 創立100周年記念式典を挙行
- 2010年（平成22年） - 総合学科高校（神奈川県立吉田島総合高等学校）に改編

## 設置学科
- 園芸科学科
- 普通科
- 環境土木科

## アクセス
- 小田急小田原線新松田駅・開成駅・東海旅客鉄道（JR東海）御殿場線松田駅より各徒歩20分